# Premierzy Sint Maarten
Premierzy Sint Maarten – szefowie rządu w Sint Maarten, jednym z czterech krajów tworzących Królestwo Niderlandów.
Urząd premiera został utworzony po rozwiązaniu Antyli Holenderskich 10 października 2010 roku. Premier, razem z rządem i gubernatorem, tworzą władzę wykonawczą w Sint Maarten.
| Osoba | Osoba                 | Kadencja             | Kadencja             | Partia polityczna |
| #     | Imię i Nazwisko       | Od                   | Do                   | Partia polityczna |
| ----- | --------------------- | -------------------- | -------------------- | ----------------- |
| 1     | Sarah Wescot-Williams | 10 października 2010 | 19 grudnia 2014      | DP                |
| 2     | Marcel Gumbs          | 19 grudnia 2014      | 19 listopada 2015    | UPP               |
| 3     | William Marlin        | 19 listopada 2015    | 24 listopada 2017    | NA                |
| 4     | Rafael Boasman        | 24 listopada 2017    | 15 stycznia 2018     | USP               |
| 5     | Leona Marlin-Romeo    | 15 stycznia 2018     | 10 października 2019 | UD                |
| 6     | Wycliffe Smith        | 10 października 2019 | 19 listopada 2019    | SMCP              |
| 7     | Silveria Jacobs       | 19 listopada 2019    | 3 maja 2024          | NA                |
| 8     | Luc Mercelina         | 3 maja 2024          | nadal                | URSM              |